# Наумов, Иван Иванович
Иван Иванович Наумов (1911, станция Кайсацкая — 25 ноября 1942, Сталинград) — старший лейтенант, командир 7-й стрелковой роты 42-го гвардейского стрелкового полка 13-й гвардейской стрелковой дивизии, участник Сталинградской битвы. Один из организаторов обороны Дома Павлова. Его имя увековечено в названии одной из улиц Центрального района.

## Биография

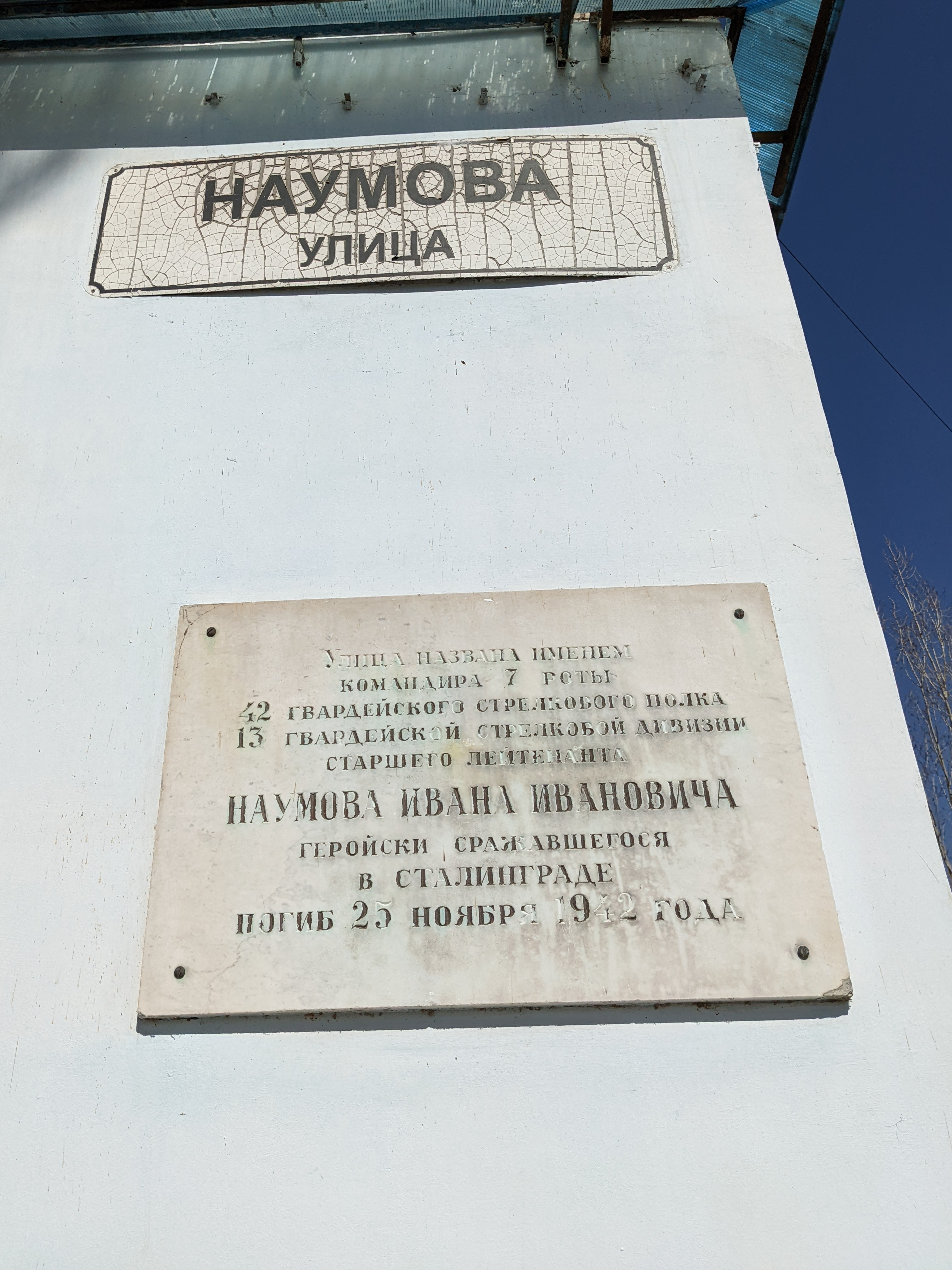
Мемориальная доска на улице Наумова в Волгограде

Родился в 1911г. на станции Кайсацкая Палласовского района в семье рабочего. В начале войны, добровольно пошел на фронт. Через год Наумов стал командиром стрелковой роты.
В сентябрь 1942 года шли тяжелые сражения в центре Сталинграда. Особенно упорные бои разгорелись за дом № 61, стоящий между площадью 9 Января (ныне площадь им. Ленина) и Пензенской улицей. Иван Наумов в звании старшего лейтенанта командовал 7-й стрелковой ротой 42-го гвардейского стрелкового полка 13-й гвардейской стрелковой дивизии.
Иногда гитлеровцы повторяли атаки по 4-5 раз в сутки. Но каждый раз рота под командованием Наумова вынуждала фашистов откатываться назад.
В ходе напряженной борьбы с врагом рота Наумова непрерывно совершенствовала оборону своего участка: бойцы оборудовали огневые точки, сооружали окопы, протягивали проволочные заграждения, проводили телефонную связь...
В земляных работах им помогали жители, не успевшие эвакуироваться и оставшиеся в подвалах. Они помогали рыть ходы сообщения, а иногда брали в руки автоматы, гранаты и становились на огневую позицию.
Командный пункт роты, откуда Наумов управлял боевыми действиями, находился в здании мельницы. Но ежедневно, а иногда и по несколько раз в сутки, он бывал на опорных пунктах обороны своего участка, отдавая распоряжения командирам подразделений.
В ночь с 24 на 25 ноября 1942 года рота Наумова вместе с другими подразделениями полка перешла в наступление. Гвардии старший лейтенант Наумов с гранатой в руках бросился на врага с криком «Ура! За мной!» Гвардейцы, увлекаемые командиром, поднялись в едином порыве и отбросили противника. В этом бою гвардии старший лейтенант Наумов погиб.
Бойцы и командиры очень любили Наумова и гордились им. В письме к матери героя командование 42-го гвардейского стрелкового полка писало:
«Мы за таких людей, как ваш сын Иван, не пожалеем своей жизни, лишь бы как можно больше отомстить фашистам, и мы действительно мстим».

## Память
С 1968 года одна из улиц, расположенная недалеко от Центральной набережной, названа именем Наумова.